# Kazimierz Lubik
Kazimierz Lubik (ur. 17 stycznia 1922 w Poznaniu, zm. 1 października 2009 w Szczecinie) – polski piłkarz, lekkoatleta, trener lekkoatletyczny i działacz sportowy. Odznaczony Złotym Krzyżem Zasługi.

## Życiorys
Urodził się w Poznaniu. W okresie międzywojennym grał w barwach tamtejszej "Legii". Podczas II wojny światowej brał udział w tajnych rozgrywkach piłkarskich. Do Szczecina przyjechał 18 czerwca 1945 roku. Brał udział w pierwszym meczu w Szczecinie rozegranym pomiędzy polskimi zespołami: "Odrą" Szczecin i Kolejowym Klubem Sportowym Szczecin, rozegranym 20 sierpnia 1954. Strzelił w tym spotkaniu dwie bramki, a "Odra" wygrała 4:1.
Grę w piłkę łączył z uprawianiem lekkoatletyki. Karierę sportową zakończył w 1950 roku, poświęcając się działalności w klubach szczecińskich: "Kolejarzu", "Pogoni", Szczecińskim Klubie Lekkoatletycznym i "Budowlanych". Wychował wielu wybitnych sportowców m.in. Wiesława Maniaka i Aurelię Trywiańską.
Pochowany został na cmentarzu Centralnym w Szczecinie kwatera 22B .